# Еврорегион «Балтика»
Еврорегион «Балтика» — международная (европейская) ассоциация, созданная 22 февраля 1998 года  в соответствии с требованиями Совета Европы о создании организаций по приграничному региональному сотрудничеству с целью развития юго-восточного региона Балтийского моря.
Включает в себя административно-территориальные образования шести государств: Дании, Швеции, Латвии, Литвы, Российской Федерации и Польши. В соответствии с учредительными документами (§2, п.5), официальными языками еврорегиона являются два — английский и русский. На официальных встречах в дополнение к ним также допускается использование языка принимающей стороны. Однако документация должна вестись только на двух языках — английском и русском (§2, п.6).

## Цели и задачи
Еврорегион «Балтика» создан в целях решения проблем, касающихся развития региона и содействия приграничному сотрудничеству в областях:
- развития транспортной инфраструктуры
- модернизации и строительства пограничных переходов
- ликвидации последствий стихийных бедствий и других чрезвычайных ситуаций
- содействия передаче технологий
- подготовке кадров и борьбы с безработицей
- создания комплексной системы экономической информации, туризма и культуры

## Состав
Регион охватывает территориальные образования 6 государств общей площадью 101 034 км², и суммарным населением 5 942 070 человек, в том числе:
- В Дании — графство Борнхольм (остров в Балтийском море)
- В Швеции — юго-восточные лены: Крунуберг, Кальмар и Блекинге
- В Латвии — пять округов, с центрами в Лиепае и Вентспилсе (регион Планирования побережья Балтийского моря)
- В Литве — Клайпедский округ (город и район)
- В Российской Федерации — Калининградская область
- В Польше — Поморское и Варминьско-Мазурское воеводства

В числе членов были представлены: Совет Борнхольма (Дания); Ассоциация местных властей, Совет и Административный Совет лена Блекинге (Швеция); Ассоциация Местных властей и Совет лена Крунуберг (Швеция); Региональный Совет лена Кальмар (Швеция); Ассоциация гмин республики Польша, входящих в еврорегион «Балтика»; Исполнительные и представительные власти Поморского и Варминьско-Мазурского воеводств (Польша); Ассоциация муниципальных образований Калининградской области (Россия); Клайпедский уезд, города Клайпеда, Паланга, Неринга, администрации Клайпедского, Кретингского, Шилутского и Скуодасского районов (Литва); регион Планирования побережья Балтийского моря (Лиепайский район, Лиепая, Вентспилс, Кулдига, Талей и Салдус), Латвия;

## Руководящие органы
- Совет еврорегиона — высший коллегиальный координирующий орган
- Президиум еврорегиона
- Президент еврорегиона
- Секретариат еврорегиона
- Рабочие группы

Совет состоял из 48 членов; состав Президиума — 6 членов.

## Деятельность

### Проект «Чайка»
В 2005 году в рамках проекта «Чайка» (Seagull DevERB) были разработаны два документа: «Стратегия развития еврорегиона „Балтика“» и совместная «Программа развития еврорегиона „Балтика“», конкретизирующие направления сотрудничества шести сторон.
В конце того же года был запущен проект Seagull II — «Усиление институциональных структур и возможностей пространственного развития еврорегиона „Балтика“». Конечная цель этого проекта записана в его преамбуле:

К 2015 году еврорегион «Балтика» (ЕРБ) станет благополучным регионом с хорошими условиями жизни для людей. К этому времени ЕРБ должен получить международное признание в качестве передового региона, что касается устойчивого роста и интеграции старых и новых рыночных экономик в регионе Балтийского моря, демонстрируя, тем самым, реальное социально-экономическое сближение.— Seagull II

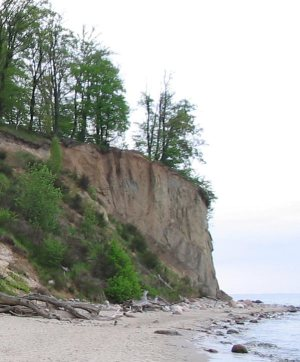
Клифы — охраняемые формы прибалтийского ландшафта

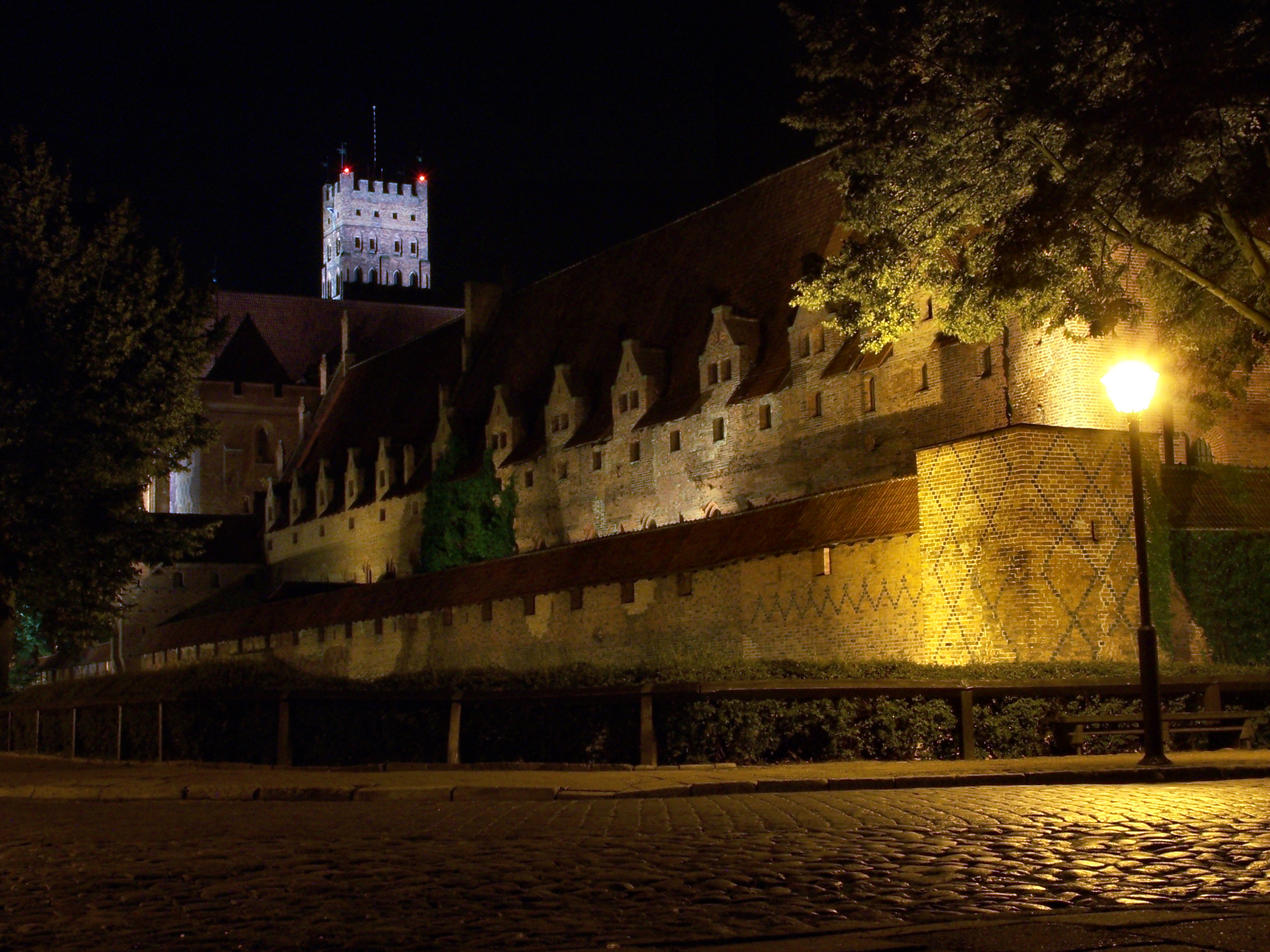
Замок «Мариенбург» (г. Мальборк, Польша)

Другие крупнейшие проекты, реализуемые в рамках еврорегиона «Балтика»:

### Транспорт
- SEBTrans-Link — модель транспортного сообщения части Балтийского моря,
- Baltic Gateway («Ворота Балтики») — развитие международного транспортного коридора

### Международные ярмарки
- Гдыня
- Клайпеда

### Экология
- ежегодные международные экологические лагеря для детей и молодёжи
- экологический проект «Зелёные школы»

По сравнению с другими еврорегиональными проектами, в которых участвует Калининградская область («Неман», «Сауле», «Шешупе», «Лына-Лава»), проект «Балтика» является наиболее динамичным. За 8 лет под его эгидой было реализовано 128 проектов различных проектов, среди которых экологические являются одними из наиболее затратных. Так, только по одному из них — на постройку очистных сооружений в городе Гусеве — по линии ЕС было предоставлено 3 миллиона евро.

### Молодёжные проекты
- «Балтийская молодёжная ассамблея» — встреча молодёжи из стран Балтийского моря с целью обсуждения существующих проблем и поиска путей их решения;
- «Еврофолк» — фольклорный фестиваль в Мальборке с участием молодёжных коллективов;
- «Молодёжные игры еврорегиона „Балтика“» — соревнования по нескольким видам спорта;
- «МОСТ» — театральный фестиваль в Мальборке.

#### «От моря — мы»
Этот ежегодный конкурс имеет уже многолетнюю традицию проведения, и известен школьникам всех стран региона. Целью этого конкурса является::
1. Содействие всестороннему развитию личности детей и подростков через творчество с приоритетом на экологическое образование.
2. Развитие интереса к красотам мира.
3. Формирование понимания связи человека с окружающей средой, уважения к живой природе и стремления сохранить её для будущих поколений.
4. Углубление чувства региональной идентичности.
5. Популяризация творчества талантливой молодежи.
6. Обмен опытом между преподавателями и инструкторами.
7. Продолжение межличностных контактов между сверстниками из Латвии, Литвы, России, Швеции, Дании и Польши — повышение мотивации к изучению иностранных языков.

Последний раз международный конкурс «От моря — мы» проходил в 2010 году в городе Эльблонг (Польша).